# Élections générales anglaises de janvier 1701
Les élections générales anglaises de janvier 1701 se sont déroulées en Angleterre entre janvier et février 1701. Ces élections sont remportées par le Parti tory.